# Кездурка
Кезду́рка (рос. Кездурка) — річка в Росія, права притока Липа. Протікає територією Кезького району Удмуртії, Починається на північний схід від присілка Верх-Сига. Протікає на південний схід. Впадає до Липу нижче присілка Кездур, яке розташоване майже в її гирлі. У верхній та нижній течіях річка протікає через лісові масиви тайги. Приймає декілька дрібних приток.
На річці розташовані присілки Чекшур, Адямігурт та Кездур. У двох останніх населених пунктах та у верхній течії річки збудовані автомобільні мости, а також залізничний міст у верхній течії.